# Le Truc d'Anatole

Le Truc d'Anatole est un film muet français réalisé par Jean Durand et sorti en 1911.

## Fiche technique
- Réalisation et scénario : Jean Durand
- Pays : France
- Format : Muet - Noir et blanc
- Métrage : 200 m
- Date de sortie : 
  -  France - 1911

## Distribution
- Gaston Modot